# Swertia wardii
Swertia wardii är en gentianaväxtart som beskrevs av Cecil Victor Boley Marquand. Swertia wardii ingår i släktet Swertia och familjen gentianaväxter. Utöver nominatformen finns också underarten S. w. rigida.